# Xysmalobium rhomboideum
Xysmalobium rhomboideum är en oleanderväxtart som beskrevs av Nicholas Edward Brown. Xysmalobium rhomboideum ingår i släktet Xysmalobium och familjen oleanderväxter. Inga underarter finns listade i Catalogue of Life.